# Apatura asturiensis
Apatura asturiensis är en fjärilsart som beskrevs av Le Moult 1947. Apatura asturiensis ingår i släktet Apatura och familjen praktfjärilar. Inga underarter finns listade i Catalogue of Life.